# Anne Heche
Anne Celeste Heche [heiš], přechýleně též Anne Hecheová, (25. května 1969 Aurora, Ohio – 11. srpna 2022 Los Angeles, Kalifornie) byla americká herečka, režisérka a scenáristka.

## Životopis

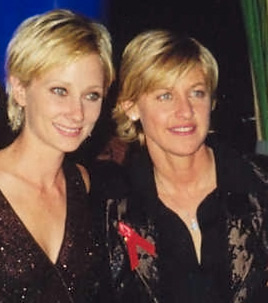
Anne Heche společně s Ellen DeGeneres na předávání Emmy v roce 1997

### Mládí
Narodila se v Ohiu baptistům Nancy a Donaldovi Hecheovým. Ve své knize Call Me Crazy tvrdí, že ji během dětství otec sexuálně zneužíval a nakazil ji herpem. Otec později přiznal svou homosexualitu a v roce 1983 zemřel na AIDS. Ve stejném roce zemřel Annin bratr Nate při autonehodě krátce před ukončením střední školy. Ona sama se stala herečkou na škole v Chicagu. V roce 1985, v pouhých 16 letech, dostala nabídku hrát v soap opeře As the World Turns, ale ona i její matka se rozhodly, že bude lepší nejdříve dokončit střední školu.

### Kariéra
Hned po skončení školy dostala nabídku na hraní v další soap opeře – Another World. Za roli v tomto seriálu vyhrála Daytime Emmy Award. Hrála také v několika filmech jako Krycí jméno Donnie Brasco, Sopka, Vrtěti psem, Šest dní a sedm nocí nebo Psycho. Hrála také na Broadwayi. V roce 2001 se objevila v 7 epizodách oblíbeného seriálu Ally McBealová. V letech 2006–2008 byla hvězdou seriálu ABC Muži na stromech. V novém animovaném zpracování Supermana Superman: Doomsday namluvila postavu Lois Laneové.

## Osobní život
Chodila s hercem Stevem Martinem. Jejímu vztahu a rozchodu s komičkou Ellen DeGeneresovou, se kterou začala chodit v roce 1997, věnovala velkou pozornost média. S tou chtěla uzavřít registrované partnerství, pokud by v té době bylo ve Vermontu povoleno. Společně obě pracovaly na televizních i filmových projektech. V roce 2000 se ale rozešly. Hecheová později prohlásila, že to nebylo kvůli změně sexuální orientace, že sama svou sexuální orientaci nijak neoznačuje. Poté začala chodit s kameramanem Colemanem Laffoonem, kterého si o rok později vzala a se kterým má syna Homera Heche Laffoona. S manželem se v roce 2007 rozešla a o dva roky později rozvedla. Podle některých zdrojů ho opustila kvůli kolegovi ze seriálu Muži na stromech Jamesi Tupperovi; spolu mají od března 2009 syna jménem Atlas Heche Tupper.

### Autonehoda
Dne 5. srpna 2022 měla autonehodu ve čtvrti Mar Vista v Los Angeles, kdy nejprve s vozem Mini Cooper, který řídila, narazila do garáže v bytovém komplexu a poté narazila do jiného domu, kde došlo k požáru, při němž byla vážně popálena. Dne 11. srpna její zástupce uvedl, že kvůli anoxickému poškození mozku se neočekává, že by přežila, a že je udržována na přístrojích, aby se zjistilo, zda jsou její orgány použitelné pro dárcovství, neboť již dlouho vyjadřuje přání darovat své orgány. Z právního hlediska zemřela dne 12. srpna, krátce poté, co lékaři konstatovali mozkovou smrt. Od přístrojů byla odpojena 14. srpna poté, co se našli příjemci jejích orgánů.
Je pohřbena na hřbitově Hollywood Forever v Los Angeles.

## Filmografie

### Film
| Rok  | Film/seriál                                  | Role                    | Poznámky                             |
| ---- | -------------------------------------------- | ----------------------- | ------------------------------------ |
| 1993 | An Ambush of Ghosts                          | Denise                  |                                      |
| 1993 | Dobrodružství Hucka Finna                    | Mary Jane Wilks         |                                      |
| 1994 | Princezna                                    | Claire                  |                                      |
| 1994 | Prostě úžasná                                | Betty                   |                                      |
| 1995 | Divoká hra                                   | Alex Lee/Johanna        |                                      |
| 1996 | Porotce                                      | Juliet                  |                                      |
| 1996 | Srdce v oblacích                             | Amy                     |                                      |
| 1996 | Řeči, řeči...                                | Laura                   |                                      |
| 1997 | Krycí jméno Donnie Brasco                    | Maggie Pistone          |                                      |
| 1997 | Sopka                                        | Dr. Amy Barnesová       |                                      |
| 1997 | Tajemství loňského léta                      | Melissa 'Missy' Eganová |                                      |
| 1997 | Vrtěti psem                                  | Winifred Ames           |                                      |
| 1998 | Šest dní, sedm nocí                          | Robin Monroeová         |                                      |
| 1998 | Poprava                                      | Beth McBride            |                                      |
| 1998 | Psycho                                       | Marion Crane            |                                      |
| 1999 | Třetí zázrak                                 | Roxane                  |                                      |
| 2000 | Dvojník                                      | Lucy Brown              |                                      |
| 2000 | Kdyby zdi mohly mluvit 2                     |                         | režisérka, segment „2000“            |
| 2001 | Prozacový národ                              | Dr. Sterlingová         |                                      |
| 2001 | On the Edge                                  |                         | režisérka, segment „Reaching Normal“ |
| 2001 | Ellen DeGeneres: American Summer Documentary |                         | režisérka                            |
| 2002 | John Q.                                      | Rebecca Payne           |                                      |
| 2004 | Zrození                                      | Clara                   |                                      |
| 2005 | Sexual Life                                  | Gwen                    |                                      |
| 2007 | Duch spisovatele                             | Helen Jacobsen          |                                      |
| 2007 | What Love Is                                 | Laura                   |                                      |
| 2007 | Superman: Soudný den                         | Lois Laneová (hlas)     |                                      |
| 2008 | Toxic Skies                                  | Dr. Tess Martin         |                                      |
| 2009 | Samec                                        | Samantha                |                                      |
| 2010 | Benga v záloze                               | Pamela Boardman         | nebyla uvedena v titulcích           |
| 2011 | Cedar Rapids                                 | Joan Ostrowski-Fox      |                                      |
| 2011 | Rampart                                      | Catherine               |                                      |
| 2012 | That's What She Said                         | Dee Dee                 |                                      |
| 2012 | Arthur Newman                                | Mina Crawley            |                                      |
| 2012 | Black November                               | Barbra                  |                                      |
| 2013 | Nothing Left to Fear                         | Wendy                   |                                      |
| 2013 | Life at These Speeds                         | trenérka Rowan          |                                      |
| 2014 | Divoká karta                                 | Roxy                    |                                      |
| 2016 | Opening Night                                | Brooke                  |                                      |
| 2016 | Catfight                                     | Ashley                  |                                      |
| 2017 | My Friend Dahmer                             | Joyce Dahmer            |                                      |
| 2017 | Armed Response                               | Riley                   |                                      |
| 2019 | The Best of Enemies                          | Mary Ellis              |                                      |
| 2023 | Supercell                                    | Quinn                   |                                      |

### Televize
| Rok       | Film/seriál                                | Role                                            | Poznámky                                                                                                  |
| --------- | ------------------------------------------ | ----------------------------------------------- | --- |
| 1987–1992 | Another World                              | Victoria „Vicky“ Hudson Frame Harrison McKinnon | 33 dílů Cena Emmy v kategorii Nejlepší mladší herečka v dramatickém seriálu                               |
| 1991      | Murphy Brown                               | Nica                                            | díl: „It Came from College“                                                                               |
| 1992      | O Pioneers!                                | Marie                                           | televizní film                                                                                            |
| 1993      | Mladý Indiana Jones                        | Kate                                            | díl: „Mladý Indiana Jones a skandál roku 1920“                                                            |
| 1994      | Proti zdi                                  | Sharon                                          | televizní film                                                                                            |
| 1994      | Girls in Prison                            | Jennifer                                        | televizní film                                                                                            |
| 1994      | The Investigator                           | Lucinda                                         | |
| 1995      | Královská ryba                             | Aileen Dumont                                   | televizní film                                                                                            |
| 1996      | Kdyby zdi mohly mluvit                     | Christine Cullen                                | televizní film                                                                                            |
| 1997      | Subway Stories: Tales from the Underground | těhotná dívka                                   | televizní film                                                                                            |
| 1998      | Ellen                                      | Karen                                           | díl: „Hospital“                                                                                           |
| 2000      | Dvojník                                    | Lucy                                            | |
| 2000      | Sebeobrana                                 | kpt. Mary Jane O'Malley                         | televizní film                                                                                            |
| 2001      | Ally McBealová                             | Melanie Westová                                 | 7 dílů |
| 2004      | Sestra i matka                             | Rowena Lawson                                   | televizní film nominace na cenu Emmy v kategorii Nejlepší herečka ve vedlejší roli v minisérii nebo filmu |
| 2004      | The Dead Will Tell                         | Emily Parker                                    | televizní film                                                                                            |
| 2004–2005 | Everwood                                   | Amanda Hayesová                                 | 10 dílů                                                                                                   |
| 2005      | True                                       | Rosie True                                      | neodvysílaný pilot                                                                                        |
| 2005      | Plastická chirurgie s. r. o.               | Nicole Morretti                                 | 3 díly |
| 2005      | Silver Bells                               | Catherine O'Mara                                | televizní film                                                                                            |
| 2005–2006 | Higglytown Heroes                          | Gloria (hlas)                                   | 3 díly |
| 2006      | Osudná známost                             | Tanya Sullivan                                  | televizní film                                                                                            |
| 2006–2008 | Muži na stromech                           | Marin Fristová                                  | hlavní role, 36 dílů                                                                                      |
| 2007      | Mistři science fiction                     | Martha Von Vogel                                | díl: „Jerry Was a Man“                                                                                    |
| 2008      | Toxic Skies                                | Dr. Tess Martin                                 | hlavní role                                                                                               |
| 2009–2011 | Hung – Na velikosti záleží                 | Jessica Haxonová                                | 30 dílů                                                                                                   |
| 2011      | Falešné přátelství                         | Mellisa                                         | televizní film                                                                                            |
| 2011      | Vraždy v Lake City                         | Kate Robb                                       | televizní film                                                                                            |
| 2012      | Megazkrat: Smrtící výpadek                 | Dr. Debra Westen                                | limitovaný seriál, 3 díly                                                                                 |
| 2013      | Save Me                                    | Beth Harper                                     | hlavní role, 8 dílů                                                                                       |
| 2013–2014 | The Michael J. Fox Show                    | Susan Rodriguez-Jones                           | 5 dílů |
| 2013–2015 | Adventure Time                             | Cherry Cream Soda (hlas)                        | 2 díly |
| 2014      | Legenda Korry                              | Suyin Beifong (hlas)                            | vedlejší role (3.–4. řada), 14 dílů                                                                       |
| 2014      | Jeden Štědrý den                           | Nell Blackemore                                 | televizní film                                                                                            |
| 2015      | Ztracená archa                             | Lynn Monahan                                    | limitovaný seriál, 10 dílů                                                                                |
| 2015      | Quantico                                   | Dr. Susan Langdon                               | díl: „Guilty“                                                                                             |
| 2016      | Aftermath                                  | Karen Copeland                                  | hlavní role, 13 dílů                                                                                      |
| 2017–2018 | The Brave                                  | Patricia Campbell                               | hlavní role                                                                                               |
| 2018–2019 | Chicago P.D.                               | Katherine Brennan                               | vedlejší role (6. řada)                                                                                   |

### Videohry
| Rok  | Film/seriál        | Role                 |
| ---- | ------------------ | -------------------- |
| 1996 | 9: The Last Resort | Miss G-String (hlas) |

## Ocenění a nominace
| Rok  | Ocenění                 | Kategorie                                                                              | Název              | Výsledek  |
| ---- | ----------------------- | -------------------------------------------------------------------------------------- | ------------------ | --------- |
| 2004 | Cena Emmy               | nejlepší ženský herecký výkon ve vedlejší roli (limitovaný seriál nebo televizní film) | Sestra i matka     | nominace  |
| 2004 | Cena Saturn             | nejlepší ženský herecký výkon v hlavní roli (televize)                                 | The Dead Will Tell | nominace  |
| 1997 | Satellite Award         | nejlepší ženský herecký výkon ve vedlejší roli ve filmu                                | Vrtěti psem        | nominace  |
| 1992 | Soap Opera Digest Award | nejlepší ženský herecký výkon v hlavní roli v televizním dramatu                       | Another World      | vítězství |
| 1991 | Daytime Emmy            | nejlepší ženský herecký výkon mladé herečky v dramatickém seriálu                      | Another World      | vítězství |
| 1989 | Daytime Emmy            | nejlepší ženský herecký výkon mladé herečky v dramatickém seriálu                      | Another World      | nominace  |
| 1989 | Soap Opera Digest Award | nejlepší ženský nováček – telenovela                                                   | Another World      | vítězství |